# Đèo Mã Pí Lèng
Đèo Mã Pí Lèng (còn được phiên âm là Mã Pì Lèng, Mả Pì Lèng, hay Mã Pỉ Lèng), là đèo trên quốc lộ 4C ở vùng đất xã Đồng Văn và xã Mèo Vạc thuộc tỉnh Tuyên Quang, Việt Nam.
Quốc lộ 4C là con đường mang tên Đường Hạnh Phúc nối liền phường Hà Giang 1 với xã Đồng Văn 23°16′42″B 105°21′40″Đ / 23,27845°B 105,360993°Đ và xã Mèo Vạc 23°09′48″B 105°24′37″Đ / 23,16337°B 105,410396°Đ thuộc Cao nguyên Đồng Văn. Đèo Mã Pí Lèng là cung đường đèo hiểm trở dài khoảng 20 km, vượt núi Mã Pí Lèng ở sườn phía đông với độ cao vùng đỉnh đèo khoảng 1.200 - 1.400 m . Đường Hạnh Phúc được hàng vạn thanh niên xung phong thuộc 16 dân tộc của 8 tỉnh miền Bắc Việt Nam làm trong 6 năm (1959-1965) với trên 2 triệu lượt ngày công lao động, riêng đoạn đèo vượt Mã Pì Lèng được các thanh niên trong đội cảm tử treo mình trên vách núi lấn từng centimet để làm trong 11 tháng.
Đèo Mã Pí Lèng được du khách xếp vào nhóm "tứ đại đỉnh đèo" của vùng núi phía Bắc Việt Nam, cùng với Đèo Ô Quy Hồ, Đèo Khau Phạ và Đèo Pha Đin.

## Tên gọi và đặc điểm

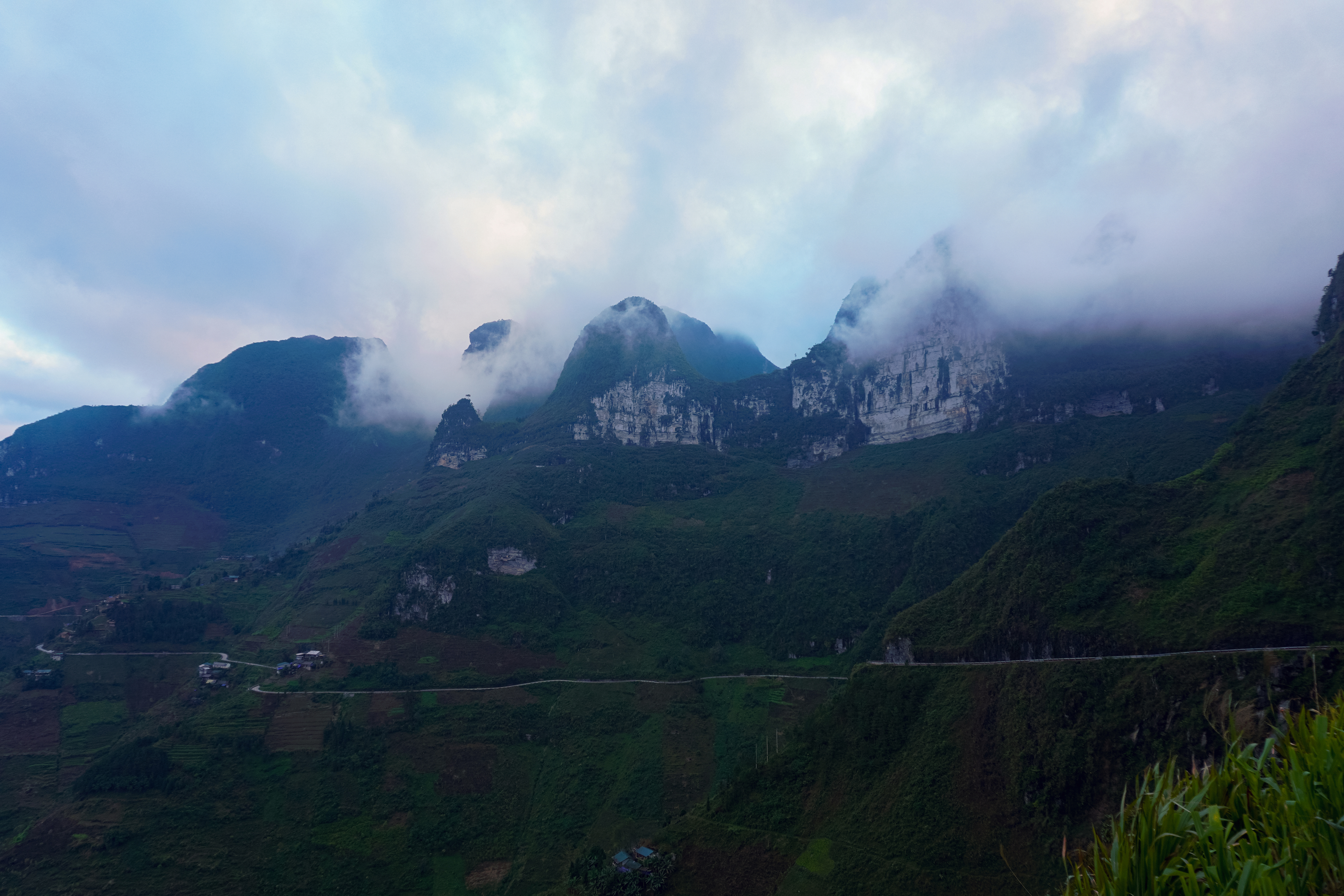
Vách đá Mã Pí Lèng

Đèo được đặt tên theo bản Mả Pì Lèng xã Đồng Văn khi mở đường những năm 1960, trong đó giới chức quản lý cung đường đã sửa đổi "Mả" thành "Mã" để thuận nghe nói trong tiếng phổ thông .
Mả Pí Lèng (馬鼻梁 | Mã Bí Lương) là tên gọi theo tiếng H'Mông, có nghĩa là sống mũi ngựa. Có ý kiến gán nghĩa bóng cho tên gọi này chỉ sự hiểm trở bậc nhất của đỉnh núi, nơi những con ngựa cái leo lên đến đỉnh trụy thai mà chết, nơi dốc cao đến mức con ngựa đi qua phải tắt thở, hoặc đỉnh núi dựng đứng như sống mũi con ngựa . Ngoài ra một số người giàu trí tưởng tượng thì thêu dệt tên đèo là "Máo Pì Lèng", nghĩa là "sống mũi con mèo" . Những ý kiến này không có cơ sở, vì cung đường mới chính thức mở hồi năm 1960, và người H'Mông không nuôi mèo mà con vật thân thiết với họ là con ngựa, cũng như ở đây chưa có con ngựa nào chết vì leo cao cả.
Đỉnh Mã Pí Lèng thuộc hai xã Mèo Vạc và xã Đồng Văn, trong cao nguyên đá Đồng Văn, độ cao khoảng 1.200 - 1.600 m so với mặt nước biển. Khối núi được tạo nên bởi một loạt trầm tích gồm đá vôi, đá phiến, đá vôi silic chứa các hóa thạch cách đây khoảng 426 triệu năm, bao gồm trong đó nhiều vết trượt và vết nứt do các hoạt động tạo núi gây ra. Cảnh quan khu vực này lởm chởm đá dựng, trong đó vực sâu sông Nho Quế như xẻ đôi một bên là đỉnh Mã Pí Lèng và một bên là Xín Cái, nơi có cột mốc biên giới và cửa khẩu Săm Pun thông thương sang Điền Bồng bên Trung Quốc. Các học giả Pháp, từ cả trăm năm trước, đã gọi đỉnh Mã Pí Lèng nói riêng và Công viên địa chất toàn cầu Cao nguyên đá Đồng Văn nói chung là một "Tượng đài Địa chất". Đi trên đèo Mã Pí Lèng nhìn xuống vực sâu, thì thấy sông Nho Quế chỉ bé như một sợi chỉ.
Người Pháp đến Hà Giang từ năm 1900, họ đã từng khảo sát, từng muốn mở đường lên vùng đất này, nhưng gần nửa thế kỷ chiếm đóng họ vẫn không thay đổi được gì, việc tiếp tế cho các đội quân đồn trú của Pháp vẫn phải chuyển theo những con đường mòn cheo leo bằng sức người và ngựa.
Trước những năm 1960 hơn 8 vạn người H'Mông thuộc 4 huyện ở phía sau các dãy núi hùng vĩ của cao nguyên Đồng Văn không có khái niệm con đường. Bao đời họ chỉ biết vượt Mã Pí Lèng bằng cách đóng cọc treo dây trên vách đá để bò qua chín khoanh đèo hun hút, lởm chởm đá tai mèo dựng đứng. Dốc Chín Khoanh leo tới đỉnh Mã Pí Lèng còn gọi là con dốc của Trời . Chính nơi đây từng là giang sơn nơi Vua Mèo treo người không phục mình lên cột cho đến chết và sau vua Mèo là thổ phỉ hoành hành, lấy cán bộ mở đường làm bia tập bắn.
Nhằm mục đích giúp vùng núi tiến kịp vùng xuôi, ngày 29 tháng 3 năm 1959, sau 5 năm kể từ năm hòa bình lập lại ở miền Bắc Trung ương Đảng Lao động Việt Nam, Khu ủy Việt Bắc quyết định mở đường Hà Giang - Đồng Văn - Mèo Vạc.
Trước khi mở tuyến, tỉnh Hà Giang có mời hai chuyên gia giao thông từ Trung Quốc qua khảo sát, hi vọng với kinh nghiệm của họ sẽ có một tuyến đường ngắn hơn, dễ thi công hơn, không vướng nhiều đá nhưng tuyến này lại đi cặp sát biên giới Việt - Trung và phương án của ông Phạm Đình Di (trưởng Ty Giao thông Hà Giang và sau này là bí thư Tỉnh ủy Hà Giang) sẽ xây tuyến đường xương sống đi vào nội địa, đường phải có dân sống, đường cho dân đi chứ không thể đưa đường ra biên giới, xa cách với các vùng dân sinh. Mặt khác, nếu đường được mở sát biên giới thì gần như tuyến đường sẽ không đi qua huyện Yên Minh. Nếu làm được tuyến xuyên qua nền đá sẽ hạn chế được nạn sạt lở, nhất là trong mùa mưa bão, nền đường lại cứng hơn. Cuối cùng phương án tuyến đường đi sâu trong nội địa như hiện nay đã được chọn thay cho phương án đi cặp sát biên giới Việt - Trung. Con đường này, về sau mang tên Đường Hạnh Phúc, được khởi công vào ngày 10 tháng 9 năm 1959 với sự tham gia của hơn 1300 thanh niên xung phong cùng hơn 1.000 dân công thuộc 16 dân tộc Mèo, Tày, Dao, Pu Péo, Lô Lô v.v. của 8 tỉnh Cao Bắc Lạng (Cao Bằng, Bắc Kạn, Lạng Sơn), Hà Tuyên Thái (Hà Giang, Tuyên Quang, Thái Nguyên), Hải Hưng, Nam Định. Sau 6 năm xây dựng với 2.946.321 lượt ngày công đục khoét trên 2.899.638m³ đá, hầu hết trong đó là lao động thủ công không có sự hỗ trợ của máy móc, con đường được hoàn thành hoàn thành vào 15 tháng 6 năm 1965.

## Quá trình làm đường

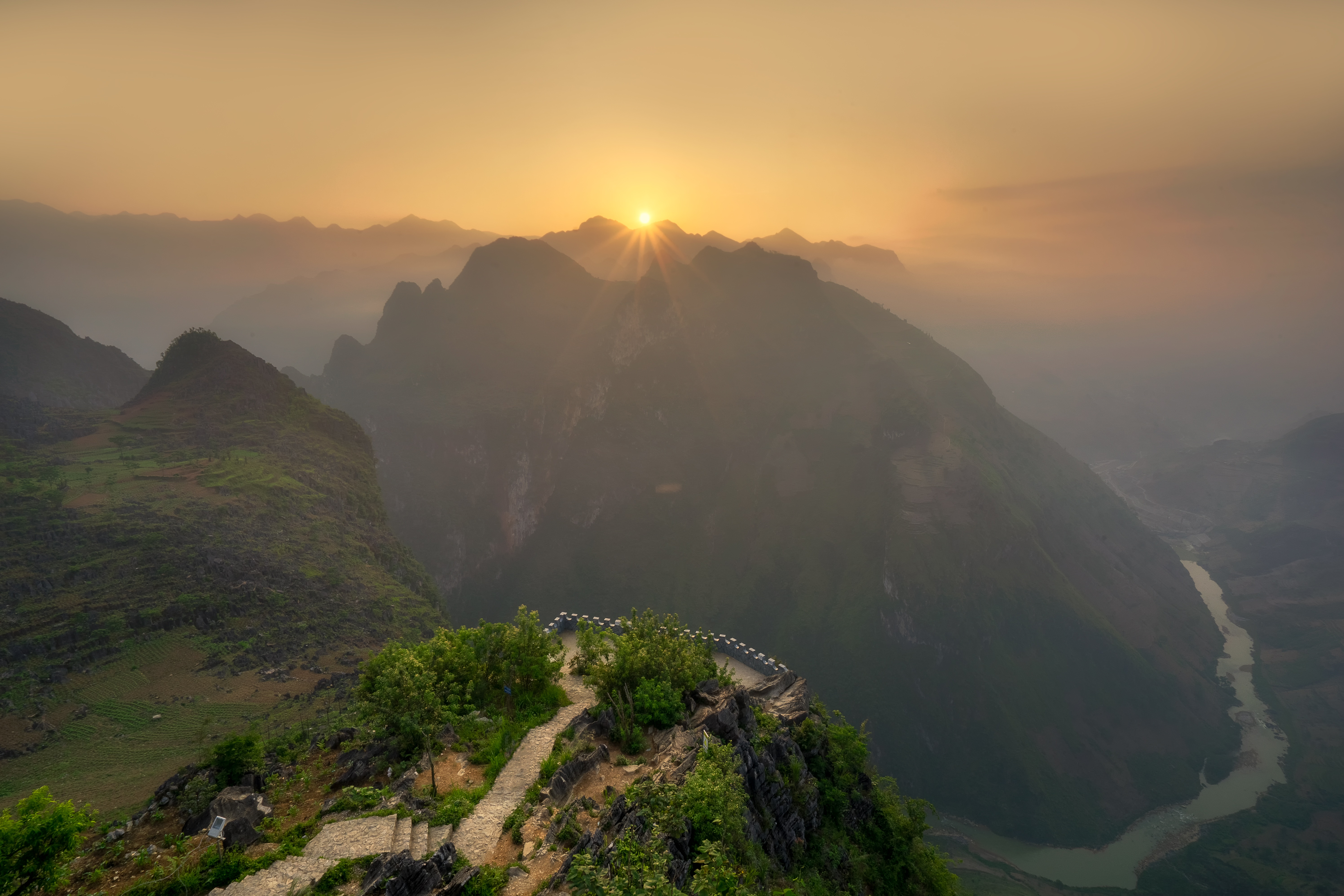
Mã Pí Lèng nhìn xuống sông Nho Quế, 2016

### Khó khăn
Ngày 30 tháng 11 năm 1959, một trung đội phỉ 40 tên do Vàng Chỉn Cáo chỉ huy đã khóa chặt Cổng trời Cán Tỷ, cắt đứt đường mòn huyết mạch từ Hà Giang lên Đồng Văn. Hôm sau, toán phỉ chặn Cổng Trời bắt giữ hai đoàn ngựa thồ hàng của tỉnh lên Đồng Văn, đuổi cán bộ quay trở lại. Một tuần sau đó, hàng loạt địa bàn trên toàn huyện bị thổ phỉ cướp phá, chúng lùng bắt cán bộ, đốt nhà, cướp của. Từ ngày 12 đến 28 tháng 12 năm 1959, hàng loạt cuộc tấn công của phỉ nhằm vào bộ máy chính quyền cơ sở nổ ra. Vàng Chúng Dình, một tàn quân Quốc dân đảng Trung Quốc dẫn 200 tên phỉ tấn công thị trấn Đồng Văn; Vàng Dúng Mỷ đánh phá Mèo Vạc, cướp cửa hàng mậu dịch. Ngày 20 tháng 12 đầu lĩnh Phàn Chỉn Sài đưa một toán phỉ đánh vào Na Khê, Bạch Đích, bắt cán bộ huyện treo lên cây làm bia cho lính bắn. Ngày 28 tháng 12, Giàng Quáng Ly chiếm Yên Minh; Vàng Chỉn Cáo, Phàn Dền chiếm Cán Tỷ, Đông Hà (Quản Bạ).
Khó khăn chồng chất, thiếu thốn đủ bề, nhưng với khí thế sục sôi cách mạng của tuổi trẻ, hàng ngàn người tham gia công trình có một không hai này đã không ngại gian khổ hy sinh, quyết bám núi, bám đường, lao động miệt mài nơi rừng thiêng nước độc và loạn lạc. Thời gian đã khẳng định ý chí của họ, ngày 09 tháng 9 năm 1963 con đường vươn đến thị trấn Đồng Văn. Sau hơn 4 năm, tuyến đường dài 164 km đã hoàn thành.
Đoạn khó khăn nhất của tuyến đường chỉ có 21 km từ Đồng Văn sang Mèo Vạc lại phải mất thêm gần 2 năm lao động vất vả nữa mới hoàn thành. Đoạn đường này chính là con đèo hiểm trở Mã Pí Lèng. Để vượt bức tường đá này cần xây dựng một đường đèo men theo vách núi ở độ cao khoảng 1.600m. Tuy nhiên, khó khăn đến mức trong giai đoạn đầu nhằm mở một vỉa đường nhỏ mang tên "đường công vụ" rộng khoảng 40 cm trên vách đá (để công nhân về sau có chỗ đặt chân trên đó thi công phá đường rộng ra), 17 thanh niên trong đội cảm tử (giai đoạn này gọi là "Đội Cơ Dũng") phải treo mình bằng dây trên các vách đá ròng rã trong 11 tháng đục đẽo hoàn toàn bằng bàn tay trần và những phương tiện thủ công. Nhằm thể hiện lòng quyết tâm và tinh thần đối diện với hiểm nguy, các công nhân đã đặt tại lán của mình 10 chiếc quan tài và truy điệu sống trong từng ngày làm việc. Mỗi sáng, các thành viên "Đội Cơ dũng" hô to "quyết thắng" rồi vác choòng (xà beng 8 cạnh), búa, ít thuốc nổ, trèo lên vách núi. Treo mình giữa lưng chừng trời, họ đục vách đá nhét thuốc nổ vào rồi hô đồng đội kéo lên đỉnh núi. Ít phút sau mìn nổ, vỡ ra một miếng đá nhỏ bé.

### Hy sinh

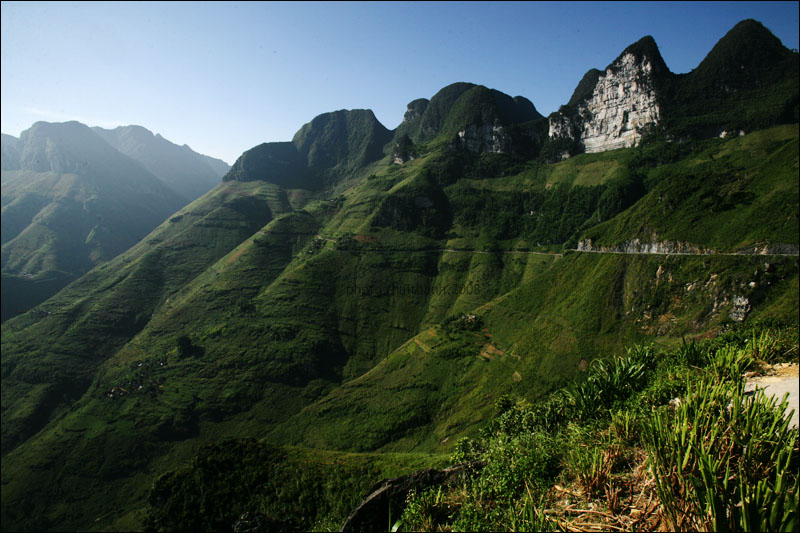
Quang cảnh đèo Mã Pì Lèng

Trong quá trình làm đường, đã có những người ngã xuống, đó là:
- Anh Đào Ngọc Phẩm quê ở Thái Nguyên, lên Hà Giang nhập đội quân mở đường. Đang leo lên vách đá chênh vênh, khi thấy 2 bố con người Mông đi chợ bị trượt chân, anh Phẩm vươn người ra cứu. Hòn đá anh dưới chân anh bửa ra, cả người và đá mất hút dưới vực sâu.
- Anh Lương Quốc Chanh, quê ở Cao Lộc, Lạng Sơn. Làm việc trong điều kiện quá khắc nghiệt, anh mắc bệnh, nhiều người vào các bản xa xôi kiếm thuốc nhưng không cứu được người đồng đội của mình. Trước khi nhắm mắt anh Chanh khóc: "Tôi sẽ chết ở đây, tôi nằm bên vệ đường Hạnh Phúc này. Anh em phải tiếp tục phá đá. Mai đây con đường hoàn thành, anh em về lại Lạng Sơn. Liệu ai còn nhớ tôi không? Tôi sẽ nhớ mọi người lắm đấy".

### Hoàn thành và tưởng niệm
Sau khi hoàn thành, Đèo Mã Pí Lèng tuy không phải là dài nhất nhưng là con đèo hiểm trở bậc nhất ở vùng núi biên viễn phía Bắc, được ví như "vua" của các con đèo Việt Nam. Cung đường đèo ban đầu được mở chỉ đủ rộng chỗ cho người đi bộ và xe ngựa thồ, về sau được mở rộng hơn cho ô tô nhưng vẫn rất nguy hiểm vì những đoạn cua tay áo và mặt đường lổn nhổn đá hộc, hai ô tô rất khó tránh nhau. Những năm gần đây, với phương tiện máy móc hiện đại, con đường Hạnh Phúc nhiều lần được mở mang tu sửa ngày càng to rộng, dễ đi, con đèo hiểm trở Mã Pí Lèng không còn làm chết ngựa nữa mà đã trở thành di sản độc đáo về địa chất và cảnh quan. Nằm giữa cao nguyên Đồng Văn trơ trọi đá, một bên là vách núi Mã Pí Lèng cao dựng đứng và một bên là vực sâu sông Nho Quế, phía Bắc và Đông Bắc đèo trải dài trong tầm mắt là hàng ngàn quả núi đá trọc màu xám trùng trùng điệp điệp lơ thơ cây cối.
Cung đường Mã Pí Lèng nối liền Đồng Văn và Mèo Vạc trong đó có đoạn đèo 9 khoanh dài 20 km về sau trở thành một kỳ tích của người H'Mông . Trên đỉnh đèo Mã Pí Lèng, cũng là nơi cao nhất của Đường Hạnh Phúc, hiện có một trạm dừng chân cho du khách ngoạn cảnh. Tại cung đường ở xã Pải Lủng có đặt "Bia Tưởng niệm Thanh niên Xung phong", ghi lại những dấu ấn trong quá trình xây dựng đường đèo.
Cảm xúc trước cung đường huyền thoại, nhạc sĩ Nguyễn Trùng Thương, đã sáng tác ca khúc "Cung đường mùa Xuân" với ca từ rất lãng mạn và hào hùng.

## Thắng cảnh quốc gia

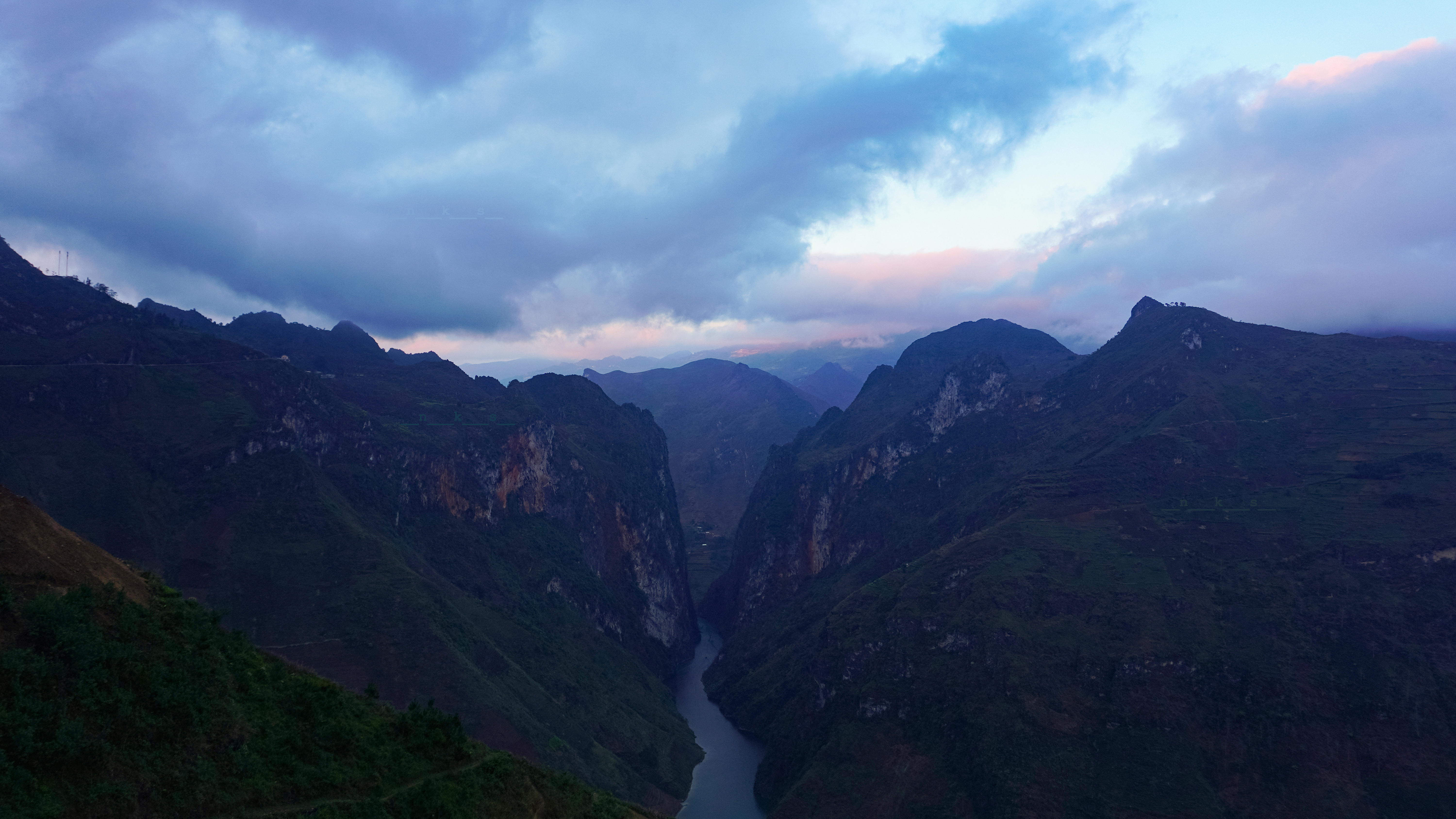
Hẻm Tu Sản và sông Nho Quế nhìn từ đèo Mã Pí Lèng

Ngày 16 tháng 11 năm 2009, Bộ Văn hóa, Thể thao và Du lịch Việt Nam đã ra quyết định xếp hạng khu vực Mã Pí Lèng là Di tích danh lam thắng cảnh quốc gia. Theo đó danh lam thắng cảnh Mã Pí Lèng bao gồm:
- Đèo Mã Pí Lèng được coi là khu vực di sản đặc sắc về địa chất và cảnh quan.
- Khu vực đỉnh đèo được đánh giá là một trong những điểm quan sát toàn cảnh vào loại đẹp nhất ở Việt Nam.
- Hẻm vực Tu Sản là một trong những thung lũng kiến tạo độc nhất vô nhị ở Việt Nam.

## Trong văn học

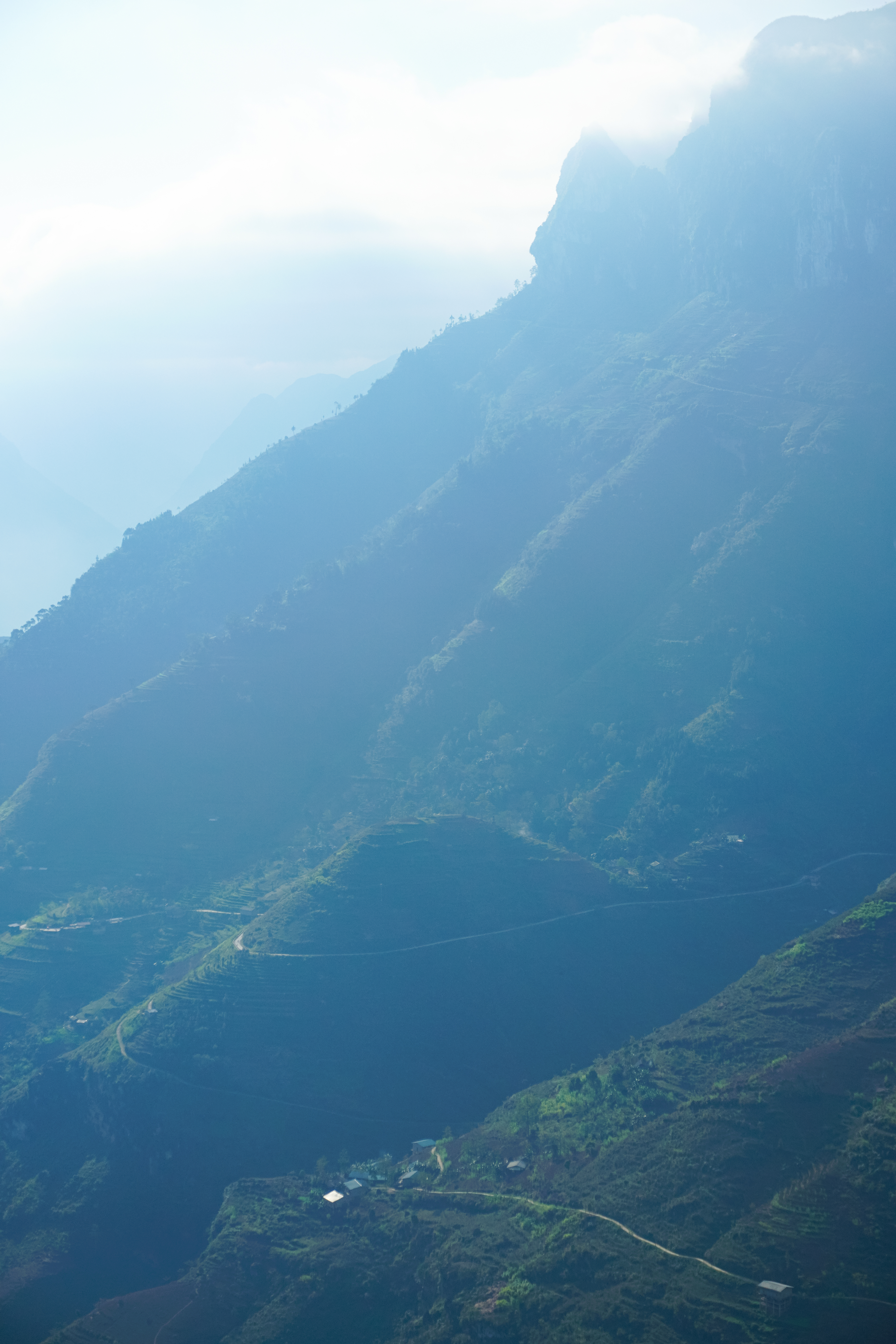
Vách đá và những con đèo nhỏ của Mã Pí Lèng

Đã có nhiều nhà văn, nhà thơ lên thăm cung đường đèo hùng vĩ này như Xuân Diệu, Nguyên Ngọc v.v., và những ấn tượng khó phai đã đọng thành cảm hứng trong sáng tác của họ. Đáng chú ý nhất là Tùy bút Mỏm Lũng Cú tột Bắc của nhà văn Nguyễn Tuân. Trong tác phẩm này, về quá trình mở đèo Mã Pí Lèng, Nguyễn Tuân đã viết: Cả quãng Đồng Văn-Mèo Vạc 24 cây số đường núi đá này phải làm mất một năm rưỡi, nhưng riêng chỗ dốc Mã Pí Lèng thì phải tốn mất 11 tháng treo mình trên vách đá để đục, bổ đá khắc đá ra mà cấn mặt đường vào vách đá đứng thành vại.
Năm 1964, nhà thơ Nguyễn Hải Trừng khi đứng trước sắc cảnh dữ dằn, khốc liệt của Mã Pí Lèng đã viết:
Y chu choa! Nguy ôi! Cao thay!(...)
Mây đạp dưới chân, trời đụng trán....
Đèo Mã Pí Lèng nói riêng và đường Hạnh Phúc nói chung, theo Đỗ Doãn Hoàng trong bài viết Kỳ tích Mã Pí Lèng đã dẫn ở trên: trong lịch sử làm đường của Việt Nam, có lẽ đó là con đường thi công hoàn toàn bằng sức người gian khổ nhất; vượt qua cao nguyên cao nhất; chiếm số ngày công lao động nhiều nhất; thời gian lâu nhất; và cũng bi tráng nhất (khi con đường hoàn thành, phải có một nghĩa trang riêng để tưởng nhớ những người đã ngã xuống).

## Sự kiện nhà hàng Mã Pì Lèng Panorama năm 2019
Đầu tháng 10 năm 2019, trên các báo và trang mạng xuất hiện các hình ảnh và tranh cãi sôi nổi về một nhà hàng biển hiệu là "Mã Pì Lèng Panorama", được coi là "xây dựng không phép" ở vùng đỉnh đèo và bước vào hoạt động phục vụ khách. Những tranh cãi hướng đến việc bảo vệ cảnh quan thiên nhiên vùng di sản, và các công trình phục vụ phải bố trí ở mức hài hòa với cảnh quan đó.
Trong thực tế lực lượng quản lý nhà nước của huyện Mèo Vạc là mỏng, thiếu các đội thanh tra xây dựng như các quận huyện miền xuôi, và với mục tiêu chính phát triển kinh tế địa phương chống đói nghèo ở vùng đất có 140 người/km², thì việc mọc lên những nhà hàng như Panorama trên đất tư nhân là điều có thể xảy ra. Những công trình như vậy nằm ở khu vực nông thôn, nơi chưa có quy hoạch xây dựng chi tiết, nên không phải có giấy phép xây dựng. Mặt khác dọc đèo hiện nay nhà hàng Mã Pì Lèng Panorama không phải là cơ sở duy nhất, nhưng vì ở vị trí ngắm cảnh tốt nhất nên được để ý nhiều.
Ngày 8 tháng 10 năm 2019, Sở Xây dựng Hà Giang đề xuất hướng xử lý công trình nhà hàng Panorama trên đèo Mã Pì Lèng, yêu cầu chỉnh trang, cải tạo phần công trình tầng âm và một tầng nổi sát mặt đất, còn toàn bộ 6 tầng giật cấp phía trên của nhà hàng Panorama xây nhô ra phía sông Nho Quế sẽ bị phá dỡ để cải tạo thành đất trồng cây xanh, và thời hạn phá dỡ phải hoàn thành trước ngày 15 tháng 11 năm 2019.